# Орден Будівельників Народної Польщі
Орден Будівельників Народної Польщі (пол. Order Budowniczych Polski Ludowej) - одна із найвищих нагород Польської Народної Республіки. 

## Історія
Орден було засновано відповідно до акту Парламенту Польської Народної Республіки від 2 липня 1949 року з метою замінити ним орден Білого Орла. 
Останнє нагородження даним орденом відбулося у 1984 році, з 1992 року орден офіційно припинив своє існування 
Орденом Будівельників Народної Польщі було нагороджено 305 осіб, 5 міст, 3 воєводства та 1 організація. 

## Положення про присвоєння ордена
Орденом Будівельників Народної Польщі нагороджувалися виключно громадяни Польщі, а також підприємства, установи, організації, населені пункти. 
Нагородження орденом Будівельників Народної Польщі проводилося: 
- за видатні заслуги у трудовій діяльності;
- за великі досягнення у розвитку промисловості, сільського господарства, будівництва, транспорту та інших галузей народного господарства;
- за великі заслуги в розвитку науки і техніки;
- за великі заслуги в зміцненні обороноздатності країни;
- за особливо плідну діяльність у галузі культури, літератури і мистецтва;
- за заслуги в державній та громадській сферах діяльності.

Орден не поділявся на класи або ступені. 

## Нагороджені особи
Перше нагородження Орденом Будівельників Народної Польщі відбулося 22 липня 1949 року, тоді його отримали вісім осіб, в основному керівники робіт у різних галузях: Вінсенті Пстровський (шахтар, посмертно), генерал Кароль Сверчевський (посмертно), Францішек Апряс (шахтар), Ксаверій Дуніковський (скульптор), Френсішек Фідлер, Ванда Гошимінська, Міхал Краєвський (муляр) і Станіслав Мазур (фермер). 

## Колективні нагородження
Міста
- Лодзь (1960)
- Вроцлав (1965)
- Краків (1966)
- Познань (1966)
- Варшава (1970)

Воєводства
- Катовіцьке[pl] (1960)
- Краківське[pl] (1966)
- Познаньське[pl] (1966)

Організації
- Союз борців за свободу і демократію

## Опис ордена
Орденський знак виконано у вигляді восьмипелюсткової розетки із золота, злегка випукла з обох сторін. У проміжках між пелюстками розташовані пучки променів. Діаметр розетки дорівнює 53 мм. 
На лицьовій стороні ордена в центральній його частині поміщений круглий медальйон, покритий емаллю темно-синього кольору. Медальйон окантований бортиком золотистого кольору. Навколо бортика кільце білої емалі. У центрі медальйона розміщено рельєфне зображення робітника, який тримає в правій руці прапор, а в лівій - молот. Полотнище прапора покрито емаллю темно-червоного кольору. Пелюстки покриті емаллю червоного (зовні) і білого (зсередини) кольору. Пелюстки гладкі, поліровані. Промені рельєфні.  
Висота робітника дорівнює 12 мм. Висота древка - 15 мм. Довжина рукояті молота - 7 мм. Діаметр медальйона - 23 мм. Висота літер 9 мм. 
На зворотному боці ордена в медальйоні, покритому емаллю червоного кольору і окантованому бортиком, зроблено напис золотом: «PRL» (до 1952 року - «RP»).
За допомогою вушка і кільця орден кріпиться до стрічки. На лицьову сторону кільця нанесено візерунок. 
Стрічка ордена Будівельників Народної Польщі шовкова,  червоного кольору, шириною 40 мм із поздовжньою смугою білого кольору посередині і двома смужками синього кольору по краях. Ширина білої смуги дорівнює 10 мм, синіх смужок - по 4,5 мм кожна. 
Орден Будівельників Народної Польщі слід носити на грудях зліва. 